# Liste von Abkürzungen (Netzjargon)
Diese Seite listet eine Auswahl von Abkürzungen und Akronymen aus dem Netzjargon auf. Es handelt sich um Internetakronyme, die im deutschen Sprachraum häufig in Sozialen Medien, Chats, Instant Messengern, Diskussionsforen, E-Mails, SMS usw. verwendet werden oder wurden. Oft stammen sie aus dem Englischen. Alle Abkürzungen können in der Schreibweise (vor allem in der Groß- und Kleinschreibung) variieren. Oft werden sie aus Bequemlichkeitsgründen kleingeschrieben. Manche kommen variiert auch in Sternchen eingeschlossen vor, so etwa *gg* oder *lol*; siehe hierzu auch Inflektiv. Manche Abkürzungen sind Apronyme, etwa TOFU und HAND. Manche Abkürzungen werden durch Elisionen von Vokalen (engl. „disemvowelling“) und Konsonanten einzelner Wörter gebildet, etwa thx und vllt.
Nicht erklärt werden hier:
- Abkürzungen aus anderen Fachbereichen; diese sind über die Liste von Listen von Abkürzungen zu finden,
- Abkürzungen technischer Begriffe aus dem IT-Bereich, siehe hierzu Liste von Abkürzungen (Computer),
- alltagssprachliche Abkürzungen wie TEL für Telefon,
- Computerspieler-Jargon,
- Emoticons,
- Jargon-Abkürzungen, die nur einem teilweise eng begrenzten Nutzerkreis bekannt sind, bspw. Wikipedia-intern verwendete Abkürzungen.

## Tabelle der Akronyme und Abkürzungen

### Sonderzeichen, 0–9
| Abkürzung  | Bedeutung                         | Erklärung |
| ---------- | --------------------------------- | --- |
| *Korrektur | Korrekturkennzeichnung            | Wird verwendet, wenn man selbst einen (meist verständniserschwerenden) Tippfehler an Stellen gefunden hat, an denen man ihn nicht mehr korrigieren kann (z. B. bei einer bereits abgesendeten Nachricht in einem Chat oder einem Kommentar auf einer Website). Beispiel: Chatteilnehmer: Dieses ort habe ich noch nicht gekannt. Chatteilnehmer: *Wort |
| @Adressant | Adressierung                      | Wird verwendet, um eine (folgende) Teilinformation an eine besondere Adresse, eine Einzelperson oder eine Gruppe zu richten. Eventuell als Bitte um Weiterleitung zu verstehen. |
| 1337       | „Leet“ („Leetspeak“ oder „Elite“) | Ist ein Verweis auf Leetspeak oder bedeutet, dass man sich oder eine andere Person zu der Elite zählt. |
| 143        | „I love you“                      | „Ich liebe dich“; ein Buchstabe in „I“, vier Buchstaben in „love“, drei Buchstaben in „you“ |
| 2F4U       | „Too Fast For You“                | „Zu schnell für dich“ |
| 2L8        | „Too Late“                        | „Zu spät“ (two [too], l, eight [ate]) |
| 4U         | „For you“                         | „Für dich“ |
| 4YEO/FYEO  | „For Your Eyes Only“              | „Nur für deine Augen“; Vertraulich, nur für den Empfänger bestimmt |

### A
| Abkürzung        | Bedeutung                                        | Erklärung |
| ---------------- | ------------------------------------------------ | --- |
| AAMOF            | „As A Matter Of Fact“                            | „Tatsache ist, …“ |
| Acc              | „Account“                                        | Benutzerkonto |
| ACK              | „Acknowledgment“                                 | In deutschsprachigen Newsgroups ein Terminus, mit dem Zustimmung ausgedrückt wird, als gesteigerte Form ist auch „Full ACK“ („Volle Zustimmung“) gebräuchlich. Ursprünglich ist ACK bei einer Datenübertragung ein Signal (beziehungsweise ein Steuerzeichen) im Sinne einer „Empfangsbestätigung“, mit dem der Erhalt oder die Verarbeitung von Daten oder Befehlen bestätigt wird. |
| AFAIC            | „As Far As I‘m Concerned“                        | „Soweit es mich betrifft“ |
| AFAICT           | „As Far As I can tell“                           | „Soweit ich sagen kann“ |
| AFAIK            | „As Far As I Know“                               | „Soweit ich weiß“ |
| AFAIR            | „As Far As I Remember“                           | „Soweit ich mich erinnere“ |
| AFAP             | „As Far As Possible“                             | „Soweit möglich“ |
| AFK              | „Away from Keyboard“                             | „(Bin) nicht an der Tastatur“ (wörtlich: „(bin) weg vom Keyboard“). Sagt nicht zwingend aus, dass man nicht am Computer ist, sondern kann auch sinngemäß bedeuten, man ist im entsprechenden Kommunikationsvorgang gerade abwesend. Möglich ist als Variante auch „semi-afk“ für eine eingeschränkte Erreichbarkeit. Die Rückkehr wird oft durch die Abkürzungen WD („Wieder da“), RE („Return/returned“) oder B2K/BTK („Back To Keyboard“) mitgeteilt. Ein deutsches Backronym ist auch „Aufm Klo“, teilweise hat sich dafür auch „afklo“ eingebürgert. |
| AGF              | „Assume good faith“                              | „Von guten Absichten ausgehen“ |
| AISI             | „As I see it“                                    | „Wie ich das sehe“ |
| AIUI             | „As I understand it“                             | „Wie ich das verstehe“ |
| AKA              | „Also known as“                                  | „Auch bekannt als …“ |
| AMA              | „Ask me anything“                                | „Frag(t) mich irgendwas“ |
| ANSCD            | „And now (for) something completely different …“ | Wörtlich: „Und nun etwas vollständig anderes …“. Sinngemäß ein Bezug auf den Running Gag „And now for something completely different“ („und nun zu etwas völlig anderem“) aus der britischen Comedy-Serie Monty Python’s Flying Circus. |
| ASAP             | „As soon as possible“                            | „So bald wie möglich“. Auch wenn die Abkürzung im Internet häufig anzutreffen ist, ist sie dort nicht entstanden, sondern war schon deutlich länger als Kommando im US-Militär gebräuchlich und wird auch bereits länger in der Luftfahrt verwendet. Alternativ wird gelegentlich auch das Akronym SASPO („Soon as possible“) benutzt. |
| AOB              | „Any other business“                             | Ist oft am Ende einer englischen Tagesordnung bzw. Agenda zu finden und entspricht dem Punkt „Verschiedenes“/„Allfälliges“ in der deutschen Sprache |
| ASL (auch A/S/L) | „Age Sex Location“                               | „Alter, Geschlecht, Ort?“ (Frage an Neueinsteiger im Chat; in den meisten Chats unerwünscht) |
| ATM              | „At The Moment“                                  | „Jetzt gerade“ |

### B
| Abkürzung | Bedeutung                    | Erklärung |
| --------- | ---------------------------- | --- |
| B2K/BTK   | „Back To Keyboard“           | „Zurück an der Tastatur“, wird ab und zu verwendet, nachdem man AFK war, vgl. Back, BAK, BOK, BWD oder WD, RE                                                                                 |
| B2T/BTT   | „Back To Topic“              | „Zurück zum Thema“ |
| BB        | „Bye, Bye“/„Bis bald“        | „Auf Wiedersehen“, „Tschüss“, vgl. BD, Ciao, CUS, CYA/CU, CYA, CUL8R |
| BBIAB     | „Be Back In A Bit“           | „Bin gleich wieder da“, vgl. CU, CUL8R, CYA |
| BBL       | „Be Back Later“              | „Bin später wieder da“, vgl. CU, CUL8R, CYA |
| BBS       | „Be Back Soon“               | „Bin bald zurück“, vgl. BBL, BFN, CU, CUL8R, CYA |
| BD        | „Bis dann“                   | „Abschied auf unbestimmte Dauer“ |
| BF        | „Beste Freunde“, „Boyfriend“ | „Beste Freunde“, „männlicher Freund“ |
| BFF       | „Best Friends Forever“       | „Beste Freunde für immer“ |
| BG        | „Bis gleich“                 | |
| BG        | „Bad Game“                   | „Schlechtes Spiel“; wird verwendet, wenn eine Partei nach eigener Ansicht schlecht verlaufen oder nicht unterhaltsam war, z. B. wenn sie zu unausgeglichen oder von Cheats beeinflusst wurde. |
| BM        | „Bis morgen“                 | |
| BN        | „Bis nachher“                | |
| BOFH      | „Bastard Operator From Hell“ | „Bastard-Technischer Assistent aus der Hölle“ |
| boon      | „Anfänger“ (despektierlich)  | Variante von noob |
| BR        | „Best regards“               | „Schöne Grüße“ |
| BRB       | „Be Right Back“              | „Bin gleich wieder da“ |
| BTAIM     | „Be that as it may“          | „Wie dem auch sei“ |
| BTDT      | „Been there, done that“      | „Ich war da und hab’s selbst probiert“; wird sinngemäß verwendet, um eine getätigte Aussage mit eigener Erfahrung/mit eigenem Ausprobieren zu untermauern.                                    |
| BTW       | „By The Way“                 | „Übrigens“, „Da wir gerade dabei sind“ |

### C
| Abkürzung | Bedeutung                              | Erklärung |
| --------- | -------------------------------------- | --- |
| C&P       | „Copy and Paste“                       | „Kopieren und Einfügen“ (von Texten)                                                                                              |
| CP        | (diverse)                              | Diverse Bedeutungen, u. a. copy and paste, copy, compare, control panel, child pornography etc.                                   |
| C6/CS     | „Cybersex“                             | „Sex“ über Internet (CS ist auch eine häufige Abkürzung für das Spiel Counter-Strike)                                             |
| CU        | „See You“                              | „Tschüss“/„Man sieht sich!“ |
| CUL8R     | „See You later“                        | „Bis später“; manchmal auch nur CUL                                                                                               |
| CYA       | „See Ya“/„See You Again“/„See You All“ | Etwa „bis später“; ursprünglich eigentlich „Cover your Ass“, ein Begriff aus dem Militärjargon (etwa „Pass auf deinen Arsch auf“) |

### D
| Abkürzung   | Bedeutung                     | Erklärung |
| ----------- | ----------------------------- | --- |
| dad         | „Denk An Dich“                | |
| Dafuq       | „What the fuck“               | „Was zum Teufel“, vgl. WTF |
| DAU         | „Dümmster anzunehmender User“ | Benutzer ohne Grundlagenwissen und Computerverständnis, der schwerwiegende Denk- und Anwendungsfehler begeht, die auf Versierte idiotisch und möglicherweise lustig wirken. Das Wort leitet sich von GAU ab. |
| DL oder D/L | „Download“                    | Eine Datei aus dem Internet herunterladen. Auch „saugen“ genannt. |
| DFTT        | “Don't Feed The Troll”        | „Bitte den Troll nicht füttern.“ |
| DND         | „Do Not Disturb“              | „Nicht stören“ |
| DUW         | „Duck und weg“                | „Symbolisches Wegducken und davonlaufen (wie als würde man einem Schlag ausweichen).“ |

### E
| Abkürzung | Bedeutung                                           | Erklärung |
| --------- | --------------------------------------------------- | --- |
| EOB/EOBD  | „End Of Business (Day)“                             | „(zum) Ende des Arbeitstages“                                                                                 |
| EOD       | „End Of Discussion“                                 | „Ende der Diskussion“; angelehnt an EOF („Dateiende“, aus der Programmierung)                                 |
| EOM       | „End of Message“                                    | „Ende der Meldung“/„Meldung hat keinen Inhalt“ (Mail): Angelehnt an EOF                                       |
| EOT       | „End Of Thread“/„End of Text“/„End of Transmission“ | „Ende des Diskussionsfadens“/„Ende des Textes“/„Ende der Datenübertragung“: Angelehnt an EOF                  |
| EZ        | „Easy“                                              | „Einfach, simpel, leicht“; ergibt sich durch die Aussprache der Buchstaben, nicht direkt durch die Initialen. |

### F
| Abkürzung     | Bedeutung                                  | Erklärung |
| ------------- | ------------------------------------------ | --- |
| F2F           | „Face to Face“                             | „Von Angesicht zu Angesicht“, persönlich |
| FACK/Full Ack | „Full Acknowledge“                         | „Volle Zustimmung“, eigentlich „Bestätigung“ (siehe ACK (Signal)) (im englischsprachigen Raum ungebräuchlich)                                                                                   |
| FAQ           | „Frequently Asked Questions“               | „Häufig gestellte Fragen“ |
| FFS           | „For Fuck’s Sake“                          | Verballhornung von „For God’s sake“ – „um Himmels willen“ |
| FG            | „Freches/Fettes/Fieses Grinsen“            | |
| FML           | „Fuck My Life“                             | wörtlich: „Fick mein Leben“; zeigt an, dass die Person genervt ist, häufig ironisch verwendet                                                                                                   |
| FOAD          | „Fuck Off And Die“                         | „Geh sterben!“ (eigentlich „Verpiss dich und stirb!“) |
| FTFY          | „Fixed That For You“                       | „Habe es für dich korrigiert“, wird in Diskussionsforen benutzt; zum Beispiel nach der Korrektur eines Bildes oder Textes eines anderen Users. Wird auch sarkastisch benutzt.                   |
| FTR           | „For The Record“                           | „für das Protokoll“ |
| FTW           | „For The Win“                              | Betont die Überlegenheit einer Sache. Z. B. „Barbecuesauce FTW!“ |
| FU            | „Fuck you“                                 | „Fick dich“/„Fickt euch“ im Sinne von „Scheiß drauf“ |
| FUBAR         | „Fucked Up Beyond All Repairs/Recognition“ | „Total im Arsch“ (eigentlich „irreparabel/bis zur Unkenntlichkeit verstümmelt“) |
| FUP, FUP2     | „Follow Up (to)“                           | „Umleitung nach …“-Markierung in Usenet-Beiträgen, um den Beitrag auch in anderen Gruppen zu posten.                                                                                            |
| FWIW          | „For what(ever) it’s worth“                | „Wozu es auch gut sein mag“; entspricht „wenn du mich fragst“ oder „nebenbei bemerkt“ |
| FYEO/4YEO     | „For Your Eyes Only“                       | „Nur für deine Augen“; Vertraulich, nur für den Empfänger bestimmt |
| FYI           | „For Your Information / Interest“          | „Zu Deiner Information“, interessehalber; entspricht der deutschen Abkürzung z.K. = Zur Kenntnisnahme. Im amerikanischen Kontext missverständlicher Weise auch als „Fuck you idiot!“ verwendet. |

### G
| Abkürzung          | Bedeutung                                                 | Erklärung |
| ------------------ | --------------------------------------------------------- | --- |
| G                  | „Grins“                                                   | „Grinsen“ (breites Lächeln) (wird meistens innerhalb zweier „Sternchen“ benutzt) -> *g* Dies zeigt eine Aktion an. |
| G2G/GTG            | „(I've) Got To Go!“/„Gotta go!“/„(I) Got To Go“           | „Ich muss weg!“/„Ich muss gehen!“                                                                                  |
| GF                 | „Girlfriend“                                              | „Freundin“ |
| GG                 | „good game“                                               | „gutes Spiel“ |
| GIDF/GIYF          | „Google ist dein Freund“/„Google is your friend“          | „Nutz eine Suchmaschine, bevor du mich fragst!“                                                                    |
| GJ                 | „Good Job“/„Great Job“                                    | „Gute Arbeit“ |
| GL                 | „Good Luck“                                               | „Viel Glück“; auch oft in Kombination mit HF als GL&HF genutzt.                                                    |
| GLG                | „Ganz liebe Grüße“                                        | Abschlussformel, als Steigerung von LG                                                                             |
| GN(8)              | „Good Night“/„Gute Nacht“                                 | |
| GR8 M8             | „Great Mate“                                              | „Großartig Kumpel“ / „Großartig Genosse“                                                                           |
| Graka/GraKa        | Grafikkarte                                               | |
| Grats / Gratz / GZ | „Congratulations“                                         | Gratulation |
| GSD                | „Gott sei Dank!“                                          | |
| GTFO               | „Get The Fuck Out“                                        | „Hau ab!“ / „Verschwinde!“; wird meist bei Entrüstung über unpassendes Verhalten eines anderen Nutzers verwendet.  |
| GTFOH              | „Get The Fuck Out Of Here“ auch „Get The Fuck Outta Here“ | „Verzieh dich!“ / „Verschwinde!“; Unmutsbezeugnis.                                                                 |

### H
| Abkürzung  | Bedeutung                                          | Erklärung |
| ---------- | -------------------------------------------------- | --- |
| HAND       | „Have a nice day“                                  | „Schönen Tag noch“ (Verabschiedung) |
| HDF        | „Halt die Fresse“ / „Halt deine Fresse“            | |
| HDGDL      | „Hab' dich ganz doll lieb“                         | kontextabhängig auch als „Hab’ dich gedisst, du Loser!“ zu verstehen.                                                                             |
| HDL        | „Hab' dich lieb“                                   | |
| HEL/HEAGDL | „Hab' euch lieb“ / „Hab' euch alle ganz doll lieb“ | |
| HF         | „Have fun“                                         | „Viel Spaß!“; Kann in Ego-Shooter-Kreisen auch als „Happy Fraggin'“ verstanden werden, was aber in dieser Situation faktisch gleichbedeutend ist. |
| HGW        | „Herzlichen Glückwunsch“                           | |
| HTH        | „Hope This Helps“                                  | „Hoffe das hilft weiter“ |

### I
| Abkürzung            | Bedeutung                        | Erklärung |
| -------------------- | -------------------------------- | --- |
| IANAL                | „I am not a lawyer“              | „Ich bin kein Jurist/Anwalt“ |
| IC                   | „I See“                          | „Ich sehe“ bzw. „Ich seh’ schon“, „Ach so“, „Ich verstehe“                                                                                             |
| ICU                  | „I See You“                      | „Ich sehe dich“, "Ich verstehe dich" |
| IDA                  | „Ich dich auch“                  | Antwort auf HDL („Hab dich lieb“) oder ILD („Ich liebe dich“)                                                                                          |
| IDK                  | “I don't know”                   | Ich weiß (es) nicht |
| IEA                  | „Ich euch auch“                  | Antwort auf HEL („Hab euch lieb“) oder ILE („Ich liebe euch“)                                                                                          |
| IIRC oder auch WIMRE | „If I Recall/Remember Correctly“ | „Wenn ich mich richtig erinnere“, „wenn ich mich recht entsinne“                                                                                       |
| IKR                  | „I know, right?“                 | „Ich weiß!“, „Ja, stimmt!“ (rhetorische Zustimmung zu einer Frage)                                                                                     |
| ILD                  | „Ich liebe dich“                 | |
| ILU/ILY              | „I Love U/You“                   | „Ich liebe dich“ |
| IMHO                 | „In My Humble Opinion“           | „Meiner unmaßgeblichen/bescheidenen Meinung nach“ |
| IMAO                 | „In My Arrogant Opinion“         | „Meiner arroganten/überheblichen Meinung nach“ |
| IMNSHO               | „In My Not So Humble Opinion“    | „Meiner nicht ganz unmaßgeblichen/bescheidenen Meinung nach“                                                                                           |
| IMO                  | „In My Opinion“                  | „Meiner Meinung nach“ |
| IOW                  | „In other words“                 | „Mit anderen Worten …“ |
| IRL                  | „In Real Life“                   | „Im wirklichen Leben“ |
| ISTR                 | „I Seem To Recall“               | „Ich glaube mich zu erinnern“ |
| IYHO                 | „In Your Honest/Humble Opinion“  | „Deiner/Euer ehrlichen/bescheidenen Meinung nach“. Steht oft am Anfang einer Frage. Wurde vermutlich durch Vertauschen des Pronomens in IMHO gebildet. |

### J
| Abkürzung   | Bedeutung                   | Erklärung                                                         |
| ----------- | --------------------------- | ----------------------------------------------------------------- |
| JFYI        | „Just For Your Information“ | „Nur zu Ihrer/deiner/eurer Information“                           |
| JFTR        | „Just for the record(s)“    | „(Nur) fürs Protokoll“, „(nur) fürs Archiv“, „(nur) zur Kenntnis“ |
| JK oder J/K | „Just Kidding“              | „Ist/war nicht ernst gemeint“                                     |
| JTLYK       | „Just to let you know…“     | „Nur, um dich wissen zu lassen, (dass) …“                         |

### K
| Abkürzung       | Bedeutung                       | Erklärung |
| --------------- | ------------------------------- | --- |
| k/kk/kay        | „OK“/„(Alles) klar“             | Steht hinter einer Zahl auch für „Tausend“ (Kilo), z. B. 2k = 2.000, 2k8 = 2008; teilweise werden mehrere Ks hintereinander benutzt, z. B. 2kk = 2.000.000                                                                                |
| kA              | „Keine Ahnung“                  | |
| kB              | „Kein Bock“                     | |
| kP              | „Kein Plan“ oder „Kein Problem“ | |
| kD              | „Kein Ding“                     | Auch im Sinne von „keine Ursache“ |
| kplsthx/kplzthx | „Okay? Please! Thank you.“      | |
| KWL/kewl        | „Cool“                          | |
| kT/kwT          | „kein (weiterer) Text“          | Wird in die Betreffzeile einer Mail oder eines Beitrags geschrieben, wenn die Nachricht selbst keinen Text enthält, man sich das Öffnen also sparen kann. Nach oder vor dem KT steht dann meistens die Antwort auf einen Vorgängerbeitrag |
| KYS             | „Kill yourself!“                | „Bring dich um!“ |

### L
| Abkürzung | Bedeutung                                                  | Erklärung                                                                                                   |
| --------- | ---------------------------------------------------------- | --- |
| LD        | „Lieb’ Dich“                                               | Wird meist als Zwischenform von „Hab dich Lieb“ und „Ich liebe dich“ verwendet, bedeutet aber nicht ILD     |
| LG        | „Liebe Grüße“                                              | Abschlussformel (kann das förmliche „MfG“ ersetzen)                                                         |
| LMAO      | „Laughing My Ass Off“                                      | „Lache mir den Arsch ab“                                                                                    |
| LMFAO     | „Laughing My Fucking Ass Off“                              | „Lache mir meinen verdammten Arsch ab“                                                                      |
| L2P/LTP   | "Learn To Play!"                                           | „Lern zu spielen!“ – Aufforderung, besser zu werden.                                                        |
| LMGTFY    | „Let Me Google That For You“                               | Ich google das jetzt mal für dich. Nutze beim nächsten Mal einfach eine Suchmaschine, bevor du mich fragst! |
| LOFL      | „Lying on the floor Laughing“                              | „Liege vor Lachen auf dem Boden“                                                                            |
| LOL       | „Laughing Out Loud“/„Lots Of Laughing“ bzw. „Lots Of Luck“ | Meist in SMS oder Chat: „Lautes Auflachen“ bzw. „Viel Glück!“                                               |

### M
| Abkürzung | Bedeutung                                                      | Erklärung                                                        |
| --------- | -------------------------------------------------------------- | ---------------------------------------------------------------- |
| mE        | „Meines Erachtens“ / „Mit Einschränkung[en]“ / „Mit Erlaubnis“ | „Meines Erachtens“ / „Mit Einschränkung[en]“ / „Mit Erlaubnis“   |
| MfG       | „Mit freundlichen Grüßen“                                      | Wird (als Abkürzung) oft als unhöflich empfunden.                |
| mk / mkay | „hm okay“                                                      | nachdenkliches „OK“                                              |
| mmD       | „Made my Day“                                                  |                                                                  |
| mMn       | „Meiner Meinung nach“                                          |                                                                  |
| mom       | „Moment“                                                       | „Einen Augenblick bitte“                                         |
| mompls    | „Moment Please“                                                | „Einen Augenblick bitte“                                         |
| MOTD      | „Message Of The Day“                                           | „Nachricht des Tages“, Begrüßungstext beim Anmelden auf Servern. |
| MUSEN     | „Meinem unmaßgeblichen Sprachempfinden nach“                   | Standardredewendung in der Usenet-Gruppe de.etc.sprache.deutsch  |

### N
| Abkürzung    | Bedeutung                    | Erklärung |
| ------------ | ---------------------------- | --- |
| N/A          | „Not Available/Applicable“   | „Nicht verfügbar/anwendbar“, Letzteres im Sinne von „Hier nicht zutreffend“. |
| n1           | „Nice one“                   | „Schön!“, „Gut gemacht!“; meist als eine Antwort auf einen Witz oder eine besondere Leistung in einem Online-Spiel oder Chatraum. |
| n8           | „Night“/„Nacht“              | Kurzform von GN8 („Gute Nacht“) |
| nb/noob/n00b | „Newbie“                     | Verballhornung des Begriffes Newbie im Sinne von „Neuling“, „Anfänger“ oder auch „Ahnungsloser“, Varianten sind boon oder newb. Des Öfteren wird dies auch als Beleidigung benutzt/empfunden.                                                                                            |
| nc           | „No comment“                 | „Kein Kommentar“ |
| ngl          | „Not gonna (=going to) lie“  | „Werde nicht lügen“, „ganz ehrlich“ |
| np           | „No Problem“                 | „Kein Problem“ |
| NPOV         | „Neutral point of view“      | „Neutraler Standpunkt“, „neutrale Sichtweise“ o. ä., in Wikipedia 2001 eingeführte Abkürzung, heute in vielen anderen Wikis und darüber hinaus weit verbreitet. |
| NP:          | „Now Playing:“               | Ungefähr: „Ich höre gerade:“, gefolgt von einem Song oder einer CD, die der Autor gerade hört. |
| NSFL         | „Not safe for life“          | „Nicht ungefährlich für das Leben“, geht einen Schritt weiter als „NSFW“ und beinhaltet Inhalte, die psychisch verstörend wirken können, z. B. bei der Weitergabe von Links zu Bildern oder Videos, in denen reale Morde oder Unfälle gezeigt werden (wird auch als „Snuff“ bezeichnet). |
| NSFW         | „Not safe/suitable for work“ | „Unpassend für den Arbeitsplatz“, z. B. bei der Weitergabe von Links auf pornografische Inhalte oder Gore. |
| NSY          | „Not Seen Yet“               | „Noch nicht gesehen“ |
| NVM          | „Never mind“                 | „Schon gut“, „Vergiss es“ |

### O
| Abkürzung      | Bedeutung                      | Erklärung |
| -------------- | ------------------------------ | --- |
| O RLY?         | „Oh really?“                   | Ein spöttisches „Ach, wirklich?“ oder „Tatsächlich?“, besonders in Foren |
| OLOY           | „Only Losers Obey YOLO“        | „Nur Verlierer (be)folgen YOLO“; das Akronym OLOY ist dabei auch optisch eine Umkehrung von YOLO. |
| OMFG           | „Oh My Fucking God“            | Steigerung von OMG (deutsche Bedeutung: „Ach du (heilige) Scheiße“) |
| OMG            | „Oh My God“ / „Oh My Goodness“ | „O mein Gott“ / „Ach du meine Güte“ (Erstaunen, Überraschung) |
| OoO            | „Out of Office“                | "Nicht bei der Arbeit / Nicht im Dienst" |
| OP             | „Original Post“                | Erster Beitrag oder Ursprüngliche Frage in einem Thread (Internet); |
| OP             | „Original Poster“              | Der Nutzer, der den ersten (ursprünglichen) Beitrag in einem Thread erstellt hat; |
| OP             | „Overpowered“                  | Viel zu stark |
| OT             | „Off Topic“                    | Beitrag gehört nicht zum Thema, nicht zu verwechseln mit oT („ohne Text“) |
| oT / owT / OWT | „Ohne (weiteren) Text“         | Wird in die Betreffzeile einer Mail oder eines Beitrags geschrieben, wenn sich der Antworttext nur in der Betreffzeile befindet, also der Nachrichtentext selbst leer ist. Im englischsprachigen Raum wird stattdessen N/T benutzt |
| OTOH           | „On the other hand“            | „Andererseits …“, „Auf der anderen Seite …“ |

### P
| Abkürzung            | Bedeutung                                                                               | Erklärung |
| -------------------- | --------------------------------------------------------------------------------------- | --- |
| PEBKAC / PBKC PEBCAK | „Problem exists between keyboard and chair“ „Problem exists between chair and keyboard“ | „Problem besteht zwischen Tastatur und Stuhl“ (siehe auch: DAU) beziehungsweise „Problem besteht zwischen Stuhl und Tastatur“, ist eine Anspielung darauf, dass ein Problem nicht technischer Natur ist, sondern ein Benutzer selbst dieses durch Unwissenheit oder Fehler verursacht. Siehe auch PICNIC. |
| PICNIC               | Akronym: „Problem In Chair Not In Computer“                                             | Computerprobleme, die der Benutzer selbst verursacht, Variante von PEBKAC/PBKC/PEBCAK. |
| PLONK                | Backronym: „Please Leave Our Newsgroup, Kid“                                            | Ursprünglich nur eine Lautmalerische Beschreibung des Geräusches, wenn ein Störer in einer Newsgroup im Killfile aufschlägt, wurde später auch als englisches Backronym („Kind, bitte verschwinde aus unserer Newsgroup“) definiert.                                                                      |
| PLS/PLZ/PLX          | „Please“                                                                                | „Bitte“ |
| POV                  | „Point of view“                                                                         | „Sichtweise“, „Standpunkt“; meint Wikipedia-intern meist das Gegenteil des imperativen neutralen Standpunktes, des Neutral Point of View (NPOV) |
| PPL                  | „people“                                                                                | Leute, Menschen, Personengruppe |
| pwned                | „besiegt“ / „dominiert“                                                                 | Verballhornung von „owned“ in der Bedeutung von „jemanden klar besiegen“ (z. B. in einem Computerspiel) und damit eventuell auch zu blamieren. |

### Q
| Abkürzung | Bedeutung             | Erklärung |
| --------- | --------------------- | --- |
| Q&A       | Questions and answers | Wörtlich übersetzt „Fragen und Antworten“ |
| QFT       | Quoted For Truth      | Wörtlich übersetzt „Zitiert für die Wahrheit“. Benutzt wird es in Foren, in dem man einen Beitrag zitiert, damit er festgehalten wird, denn in den meisten Foren ist es möglich, seine eigenen Beiträge zu bearbeiten. |
| QRY       | „Query“               | Kleines Fenster im IRC für den Privat-Chat mit einem einzelnen Partner, benannt nach dem gleichnamigen IRC-Befehl |

### R
| Abkürzung        | Bedeutung | Erklärung |
| ---------------- | --- | --- |
| R                | „are“, weil der Buchstabe im Englischen wie das Wort ausgesprochen wird                                         | „bist“, „sind“, „seid“ |
| Re               | „re“ Ablativ von „res“ (lat.) „Sache“ oder „in der Sache…“. Heute umgedeutet zu (englisch) „Response“ / „Reply“ | Kennzeichnet im E-Mail-Verkehr eine Antwort |
| RE               | „Return(ed)“ | „Bin zurück“ – meist nach einer angekündigten Abwesenheit von der Tastatur (siehe AFK) |
| rekt bzw. #rekt  | „wrecked“ (englisch) „zerstört“/„gescheitert“                                                                   | Ähnliche Verballhornung wie „pwned“. |
| RL               | „Real Life“ | Das „wahre Leben“ außerhalb des Internets. |
| RLY?             | „Really?“ | „Wirklich?“, „Echt (jetzt)?“, „Ernsthaft?“ |
| ROFL/ROTFL       | „Rolling on (the) floor laughing“                                                                               | „Ich roll’ (kringel mich) lachend auf dem Boden“ |
| ROFLOL/ROTFLOL   | „Rolling on (the) floor laughing out loud“                                                                      | „Ich roll’ (kringel mich) laut lachend auf dem Boden“ |
| ROTFLBTC         | „Rolling on the floor biting the carpet“                                                                        | „Ich roll’ (kringel mich) lachend auf dem Boden und beiße in den Teppich“ |
| ROFLMAO/ROTFLMAO | „Rolling on (the) floor laughing my ass off“                                                                    | „Sich auf dem Boden wälzen und sich den Arsch ablachen (sich kaputtlachen)“ |
| RTFM             | „Read the fucking manual“                                                                                       | „Lies das verdammte Handbuch“, auch in der (eventuell auch nur vorgeblich) höflicheren Variante „read the fine manual“ („Lies das gute Handbuch“) möglich. (Unter anderem) im IT-Bereich gilt es als unhöflich, sich bei Problemlösungen ausschließlich auf die Hilfe anderer zu verlassen, anstatt zuerst selbst nach einer Lösung zu suchen. Daher ist dieses Akronym eine Aufforderung, speziell bei entsprechend einfachen Problemen zunächst selbst zu versuchen, diese zu lösen (eben mit Hilfe von Handbüchern, Dokumentationen etc.), bevor man andere um Rat fragt. |

### S
| Abkürzung | Bedeutung                                             | Erklärung |
| --------- | ----------------------------------------------------- | --- |
| SCNR      | „Sorry, Could Not Resist“                             | „Entschuldigung, das konnte ich mir nicht verkneifen“ |
| SFW       | „Safe/suitable for work“                              | „Für den Arbeitsplatz geeignet“, wird häufig zur Einschränkung auf derartige Bilder/Videos oder zur Kennzeichnung bei der Weitergabe von Links benutzt. Vergleiche dazu: „NSFW“ und „NSFL“ |
| SIG       | „Signature“                                           | |
| SMH       | „Shaking My Head“                                     | Verwunderung, Staunen; *kopfschüttel* |
| SNAFU     | „Situation Normal All Fucked Up“                      | „Lage normal, alles im Arsch“; frei übersetzt auch „Operation gelungen, Patient tot.“ |
| SO        | „Significant other“                                   | „Bessere Hälfte“ (Lebenspartner) |
| SOUP      | „Software Of Unkown Provenance“                       | Software unbekannter / unsicherer Herkunft |
| Srsly     | „Seriously“                                           | „ernsthaft“, „im Ernst“ |
| Sry       | „Sorry“                                               | „Entschuldigung“ |
| SSDD      | „Same Shit Different Day“/ „Same Stuff Different Day“ | „Gleiche Scheisse, anderer Tag“ Das Zitat stammt ursprünglich aus Stephen Kings Roman Duddits.                                                                                             |
| STFU      | „Shut The Fuck Up“                                    | „Sei, verdammt noch mal, still!“; vulgär, „Halt dein Maul!“ |
| STFW      | „Search The Fucking Web“                              | „Suche, verdammt noch mal, im Internet!“. Auch in der weniger vulgären Variante „Search The Freaking Web“. Siehe auch RTFM und UTFSE.                                                      |
| SuFu      | Suchfunktion                                          | Vor allem als Verweis auf die in Foren meist enthaltene Suchfunktion gebräuchlich. |

### T
| Abkürzung          | Bedeutung                                  | Erklärung |
| ------------------ | ------------------------------------------ | --- |
| TBH                | „to be honest“                             | „um ehrlich zu sein“ (auch 2BH) |
| TGIF               | „Thank God It’s Friday“                    | „Gott sei Dank ist heute Freitag“ |
| THX/TNX/THNX/TX/TY | „Thanks/Thank You“                         | „Danke“ |
| TIA                | „Thanks In Advance“                        | „Danke im Voraus“ |
| TIL                | „Today I Learned“                          | „Heute habe ich gelernt, (dass)…“. Kann auch als sarkastische Einleitung verwendet werden. |
| tl;dr              | „Too Long; Didn't Read“                    | „[Der Text war] zu lang; [deswegen habe ich ihn] nicht gelesen“, wird als Antwort auf einen als überlang empfundenen Beitrag gesetzt. Die Abkürzung wird manchmal auch vom Autor eines längeren Beitrags selbst verwendet, um eine kurze Zusammenfassung einzuleiten.              |
| TMI/TMD            | „Too Much Information“ /„Too Many Details” | „Zu viele Details“ beziehungsweise „Das war mehr als ich wissen wollte“. Kann auch andeuten, dass jemand zu viele Informationen preisgegeben hat, die zum Beispiel peinlich, zu persönlich oder auch verstörend sein können.                                                       |
| TOFU               | „Text oben Fullquote unten“                | „Die Antwort steht über dem vollständig zitierten Text.“ Beschreibt einen Zitierstil in E-Mails oder Beiträgen in Newsgroups, der oft als Verstoß gegen die Netiquette betrachtet wird, da im Allgemeinen Inline-Quoting (siehe Erklärung dazu im Artikel zu TOFU) bevorzugt wird. |
| ToS;DR             | „Terms of Service; Didn’t Read“            | „Allgemeine Geschäftsbedingungen; nicht gelesen“ |
| TTYL/TTUL/T2UL     | „Talk To (2) You (U) Later“                | „Komme später wieder auf dich zurück“ beziehungsweise „Ich melde mich später (wieder)“. |

### U
| Abkürzung | Bedeutung                       | Erklärung                                                         |
| --------- | ------------------------------- | ----------------------------------------------------------------- |
| U         | „You …“                         | „Du …“                                                            |
| U2        | „You too“, „You two“            | „Du auch“, „Ihr beiden“                                           |
| UTFSE     | „Use The Fucking Search-Engine“ | „Benutz die verdammte Suchfunktion/-maschine“, Variante von RTFM. |

### V
| Abkürzung | Bedeutung             | Erklärung                                     |
| --------- | --------------------- | --------------------------------------------- |
| V(L)G     | „viele (liebe) Grüße“ | Abschlussformel (ersetzt das förmliche „MfG“) |
| vlt/vllt  | „Vielleicht“          |                                               |
| VT        | Verschwörungstheorie  |                                               |

### W
| Abkürzung | Bedeutung                                            | Erklärung |
| --------- | ---------------------------------------------------- | --- |
| w00t      | erstaunt-erfreutes „Wie bitte?“; erfreutes „Juchhu!“ | Ausdruck der Begeisterung für etwas Besonderes. (Wird auch als Backronym für „We Own(ed) [the] Other Team“ (engl.)/„Wir sind (waren) dem anderen Team überlegen“ verwendet.) |
| w8        | „wait“                                               | „Warte (kurz)!“ |
| w/        | „with“                                               | „mit!“ |
| WB        | „Welcome back“                                       | „Willkommen zurück.“ |
| WD        | „Wieder da“                                          | Wird in Chats verwendet, um sich zurückzumelden. |
| WE        | „Weekend“                                            | „Wochenende“ |
| WEG       | „Wide Evil Grin“                                     | „breites böses Lächeln“ |
| WFM/wfm   | „Works for me“                                       | „Bei mir geht’s/funktioniert’s, was ist dein Problem?“ (Üblicher ist die Schreibweise in kleinen Buchstaben; vgl. hierzu Netzjargon#Talk Mode). Ist alternativ auch in der englischen Sprache als Zustimmung im Sinne von „Ja, können wir (von mir aus) so machen“ gebräuchlich.                                                                                                 |
| WOT/wot   | „Wall of text“                                       | WOT „Wand voll Text“ weist auf eine unerwartet lange Textpassage hin und wird sowohl als Ausdruck des Erstaunens sowie als Entschuldigung oder Vorwarnung verwendet. WOT als Warnung vor einem langen Text-Block: "WOL …" WOT nach einem langen Text-Block im Format eines HTML-Tags: "Oops, WOT" oder "</WOL>"                                                                  |
| WTF/wtf   | „What the fuck“; seltener: „Why the fuck“            | WTF als alleiniges Satzglied: „Was soll die Scheiße?“ oder „Was ’n das fürn Scheiß?“ WTF in Verbindung mit weiteren Satzgliedern: „Was/Warum, verdammte Scheiße, …?“ – Die Auslassungspunkte stehen hierbei für die noch anzufügenden Satzglieder, z. B. für „[Was, …,] soll das?“, „[Was, …,] willst du damit sagen?“ oder „[Warum, …,] sagst du sowas?“ — Anm.: siehe WFM/wfm. |
| WTH/wth   | „What the hell“ bzw. „What the heck“                 | „Was, zur Hölle, …?!“ bzw. „Was, zum Teufel, …?!“ Weitere Erläuterungen siehe WTF/wtf. — Anm.: siehe WFM/wfm. |
| wut/wat   | „What?“, „Was?“                                      | Wird wie WTF benutzt. |
| wyd       | „What You Doing?“, bzw. selten „Would You Date?“     | „Was machst du?“ bzw. „Würdest du mit mir ausgehen?“ |

### X
| Abkürzung | Bedeutung          | Erklärung |
| --------- | ------------------ | --- |
| XOXO      | „Kisses and hugs!“ | Grußformel in einer Mail, per SMS oder im Chat. „O“ („hug“) steht für eine Umarmung, „X“ („kiss“) für einen Kuss. Vor Internetzeiten in den USA bereits in Briefen und Grußkarten verwendet. Lässt sich oft auch einfach nur als „XX“ („kisses“) antreffen. |

### Y
| Abkürzung  | Bedeutung                             | Erklärung |
| ---------- | ------------------------------------- | --- |
| Y?         | „Why?“                                | „Warum?“ – der Buchstabe Y wird englisch gleichlautend /waɪ/ gesprochen |
| YAW/YRW/YW | „You are Welcome.“ / „You're Welcome“ | „Bitte schön“, „Bitte sehr“, „Gern geschehen!“ |
| YHBT       | „You have been trolled.“              | „Du wurdest zum Narren gehalten.“ Siehe auch: Troll (Netzkultur) |
| YMMD       | „You made my day.“                    | „Du hast mir den Tag versüßt“, als Erwiderung oder Dank für einen (lustigen) Beitrag. |
| YMMV       | „Your mileage may vary“               | Im übertragenen Sinn etwa „deine Erfahrung mag anders sein“; ein Hinweis darauf, dass der angebotene Lösungsweg nicht eins zu eins übertragbar sein muss. Im Original ein vorgeschriebener Hinweis bei der Angabe des Treibstoffverbrauchs von Fahrzeugen. |
| YOLO       | „You only live once.“                 | „Man lebt nur einmal.“ Rechtfertigung für dümmliches/gefährliches Verhalten. YOLO war in Deutschland das Jugendwort des Jahres 2012; siehe auch: Carpe diem                                                                                                |